# The Familiars - Il segreto della corona
The Familiars - Il segreto della corona (The Familiars 2. Secrets of the Crown) è un romanzo fantasy per ragazzi, secondo libro della serie The Familiars, formata da quattro romanzi degli scrittori statunitensi Adam J. Epstein e Andrew Jacobson. The Familiars: Il segreto della Corona è stato pubblicato negli Stati Uniti nel 2011, mentre è uscito in Italia nel 2012 per la Newton Compton Editori.
La Sony Pictures Animation ha acquistato i diritti del primo libro (The Familiars) per produrre l'adattamento cinematografico.

## Trama
Una maledizione colpisce Vastia, impedendo agli umani di usare la magia. Solo gli animali ora sono capaci di lanciare incantesimi, ed è compito di Aldwyn, Skylar e Gilbert di salvare Vastia. Inoltre, Paksahara sta per creare un nuovo esercito dei morti composto da migliaia di animali zombie. Aldwyn scopre la verità sul suo passato, e viene imbarcato in un viaggio che lo porta sempre più vicino al padre che lui non ha mai conosciuto.

## Seguiti
Il libro presenta due seguiti: The Familiars: Il cerchio degli eroi (Newton Compton, 2013) e The Familiars - Il palazzo dei sogni (Newton Compton, 2014).

## Edizioni
- Adam J. Epstein & Andrew Jacobson, The Familiars: Il segreto della Corona, Newton Compton Editori, 2012, collana Nuova Narrativa Newton.
- Adam J. Epstein & Andrew Jacobson, The Familiars: Il segreto della Corona, Newton Compton Editori, 2013, collana Gli Insuperabili.
- Adam J. Epstein & Andrew Jacobson, The Familiars: Il segreto della Corona, Newton Compton Editori, 2014, collana Nuova Narrativa Newton, edizione in raccolta.

Nel 2014 è uscita la raccolta intitolata The Familiars che però racchiude solo i primi tre volumi. Per questa edizione, il primo volume è stato reintitolato in The Familiars: A scuola di magia.